# Lucas Fratzscher
Lucas Fratzscher (* 6. Juli 1994 in Suhl) ist ein deutscher Biathlet. Sein bisher größter Erfolg ist der Gewinn der Gesamtwertung des IBU-Cups 2019/20.

## Biografie
Lucas Fratzscher wuchs in Schleusingen auf. Nachdem er bis dahin Leichtathletik betrieben hatte, begann er im Alter von neun Jahren beim WSV Oberhof 05 mit dem Biathlon. Ab 2007 besuchte er das Sportgymnasium Oberhof, wo er 2014 das Abitur machte. Seitdem ist er Mitglied der Sportfördergruppe der Bundeswehr in der Rennsteig-Kaserne und wird am Olympiastützpunkt Thüringen in Oberhof von Mark Kirchner und Marko Danz trainiert.
Seine ersten internationalen Rennen bestritt Lucas Fratzscher im Rahmen des IBU-Cups 2016/17 in Obertilliach. Im gleichen Winter nahm er auch an den Biathlon-Europameisterschaften teil, im Saisonverlauf war ein 13. Platz im Sprint in Martell sein bestes Ergebnis. In der folgenden Saison konnte er dieses Ergebnis nicht verbessern, bei den Europameisterschaften in Ridnaun verfehlte er die Medaillenränge wieder deutlich. 

### Saison 2018/19 – Erste internationale Erfolge und Weltcupdebüt
Bei den Deutschen Meisterschaften 2018 konnte Fratzscher sich durch drei vierte Plätze erstmals einen internationalen Startplatz zu Saisonbeginn sichern. Zudem wurde er mit der Thüringer Staffel Deutscher Meister. Bereits im Auftaktrennen des IBU-Cups 2018/19 gelang ihm mit einem dritten Platz im Sprint in Idre sein internationaler Durchbruch und seine erste Podiumsplatzierung im IBU-Cup. Nach einem zweiten Platz in Obertilliach wurde er erstmals ins deutsche Weltcupteam berufen. Im Januar 2019 feierte Fratzscher in Oberhof sein Debüt, nach vier Schießfehlern erreichte er im Sprint nur den 93. Platz von 105 gewerteten Startern. Bei der Rückkehr in den IBU-Cup erreichte er einen weiteren zweiten Platz. Bei den Biathlon-Europameisterschaften 2019 in Minsk zeigte er in den Einzelrennen unterdurchschnittliche Leistungen, gewann aber – gemeinsam mit Nadine Horchler, Janina Hettich und Philipp Horn – im Mixed-Staffelrennen mit Silber seine erste internationale Medaille. In der restlichen IBU-Cup-Saison gewann er in Martell sein erstes Einzelrennen, einen deutschen Dreifachsieg vor Horn und Danilo Riethmüller im Sprint, und konnte sich durch mehrere weitere Top-10-Plätze knapp mit einem Punkt Vorsprung vor Aristide Bègue den zweiten Platz in der Gesamtwertung sichern. Dadurch qualifizierte er sich für weitere Weltcupeinsätze beim Saisonfinale im März 2019 in Oslo. Diese verliefen deutlich besser als in Oberhof: Er konnte sich für den Massenstart qualifizieren. erreichte in allen drei Rennen die Punkteränge und zwei Top-10-Platzierungen.

### Saison 2019/20 – IBU-Cup-Gesamtsieg
Bei den Deutschen Meisterschaften 2019 wiederholte die Thüringer Staffel mit Fratzscher ihren Vorjahreserfolg. Im ersten Rennen des IBU-Cups 2019/20 feierte er im Sprint in Sjusjøen seinen zweiten Karrieresieg. Auch in den beiden weiteren Rennen dort erreichte er das Podium. Bei der übernächsten IBU-Cup-Station in Obertilliach wurde er im Kurzen Einzel Zweiter und siegte gemeinsam mit Stefanie Scherer in der Single-Mixed-Staffel. Fratzscher ging als klar Führender der Gesamtwertung in die Weihnachtspause und wurde wie im Vorjahr für den Weltcup in Oberhof im Januar nominiert, wo er mit erneut vier Schießfehlern nur Platz 86 erreichte. Zurück im IBU-Cup wurde er mit der deutschen Mixed-Staffel Zweiter in Osrblie. Im Februar in Martell erreichte er drei weitere Einzel-Podeste und zwei weitere Top-10-Platzierungen. Die kurzfristig erneut nach Minsk verlegten Europameisterschaften 2020 verliefen wieder weniger gut, Fratzscher konnte keine Medaille erreichen. Beim anschließenden IBU-Cup-Finale an gleicher Stelle gelangen ihm in beiden Sprints Ergebnisse unter den besten zehn. Mit einem 13. Platz im abschließenden Massenstart konnte er seine Führung in der Gesamtwertung mit nur einem Punkt Vorsprung vor Endre Strømsheim verteidigen und sich die große Kristallkugel sichern. Zusätzlich gewann er die Sprintwertung. Daraufhin wurde er für den Weltcup in Kontiolahti nominiert, wo er allerdings in Sprint und Verfolgung keine Punkte erreichte. Das anschließende Saisonfinale in Oslo wurde aufgrund der COVID-19-Pandemie ersatzlos gestrichen.

## Statistik

### Biathlon-Weltcup-Platzierungen
Die Tabelle zeigt alle Platzierungen (je nach Austragungsjahr einschließlich Olympische Spiele und Weltmeisterschaften).
- 1.–3. Platz: Anzahl der Podiumsplatzierungen
- Top 10: Anzahl der Platzierungen unter den ersten zehn (einschließlich Podium)
- Punkteränge: Anzahl der Platzierungen innerhalb der Punkteränge (einschließlich Podium und Top 10)
- Starts: Anzahl gelaufener Rennen in der jeweiligen Disziplin
- Staffel: inklusive Mixed- und Single-Mixed-Staffeln

| Platzierung                    | Einzel | Sprint | Verfolgung | Massenstart | Staffel | Gesamt |
| ------------------------------ | ------ | ------ | ---------- | ----------- | ------- | ------ |
| 1. Platz                       |        |        |            |             |         |        |
| 2. Platz                       |        |        |            |             |         |        |
| 3. Platz                       |        |        |            |             | 1       | 1      |
| Top 10                         |        |        |            |             | 1       | 1      |
| Punkteränge                    |        | 3      | 4          | 1           | 1       | 9      |
| Starts                         | 2      | 10     | 6          | 1           | 1       | 20     |
| Stand: nach der Saison 2022/23 |        |        |            |             |         |        |

### Europameisterschaften
| Europameisterschaft | Europameisterschaft | Einzel | Sprint | Verfolgung | Super-Sprint | Mixed-Staffel | Single-Mixed-Staffel |
| Jahr                | Ort                 | Einzel | Sprint | Verfolgung | Super-Sprint | Mixed-Staffel | Single-Mixed-Staffel |
| ------------------- | ------------------- | ------ | ------ | ---------- | ------------ | ------------- | -------------------- |
| 2017                | Duszniki-Zdrój      | 33.    | 48.    | 54.        |              | –             | –                    |
| 2018                | Ridnaun             | 35.    | 50.    | 42.        |              | –             | –                    |
| 2019                | Minsk-Raubitschy    | 40.    | 38.    | 24.        |              | 2.            | –                    |
| 2020                | Minsk-Raubitschy    |        | 10.    | 37.        | 16.          | 10.           | –                    |